# ISO 3166-2:SB

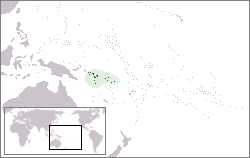
Šalamounovy ostrovy na mapě světa

Kódy ISO 3166-2 pro Šalomounovy ostrovy identifikují 9 provincií a hlavní město (stav v roce 2015). První část (SB) je mezinárodní kód pro Šalomounovy ostrovy, druhá část sestává ze dvou písmen identifikujících provincii.

## Seznam kódů
```
SB-CE Centrální provincie
SB-CT hlavní město Honiara
SB-GU provincie Guadalcanal
SB-IS provincie Isabel
SB-MK provincie Makira
SB-ML provincie Malaita
SB-TE provincie Temotu
SB-WE Západní provincie
SB-RB provincie Rennel a Bellona
SB-CH provincie Choiseul
```